# فوكلوز (إقليم فرنسي)
فوكلوز (بالفرنسية: Vaucluse)‏ هو إقليم فرنسي تابع لمنطقة بروفانس ألب كوت دازور. رقمه التسلسلي 84.

تعليق

تعليق

## توأمة
لفوكلوز (إقليم فرنسي) اتفاقيات توأمة مع:
- توتشيغي

## معرض صور

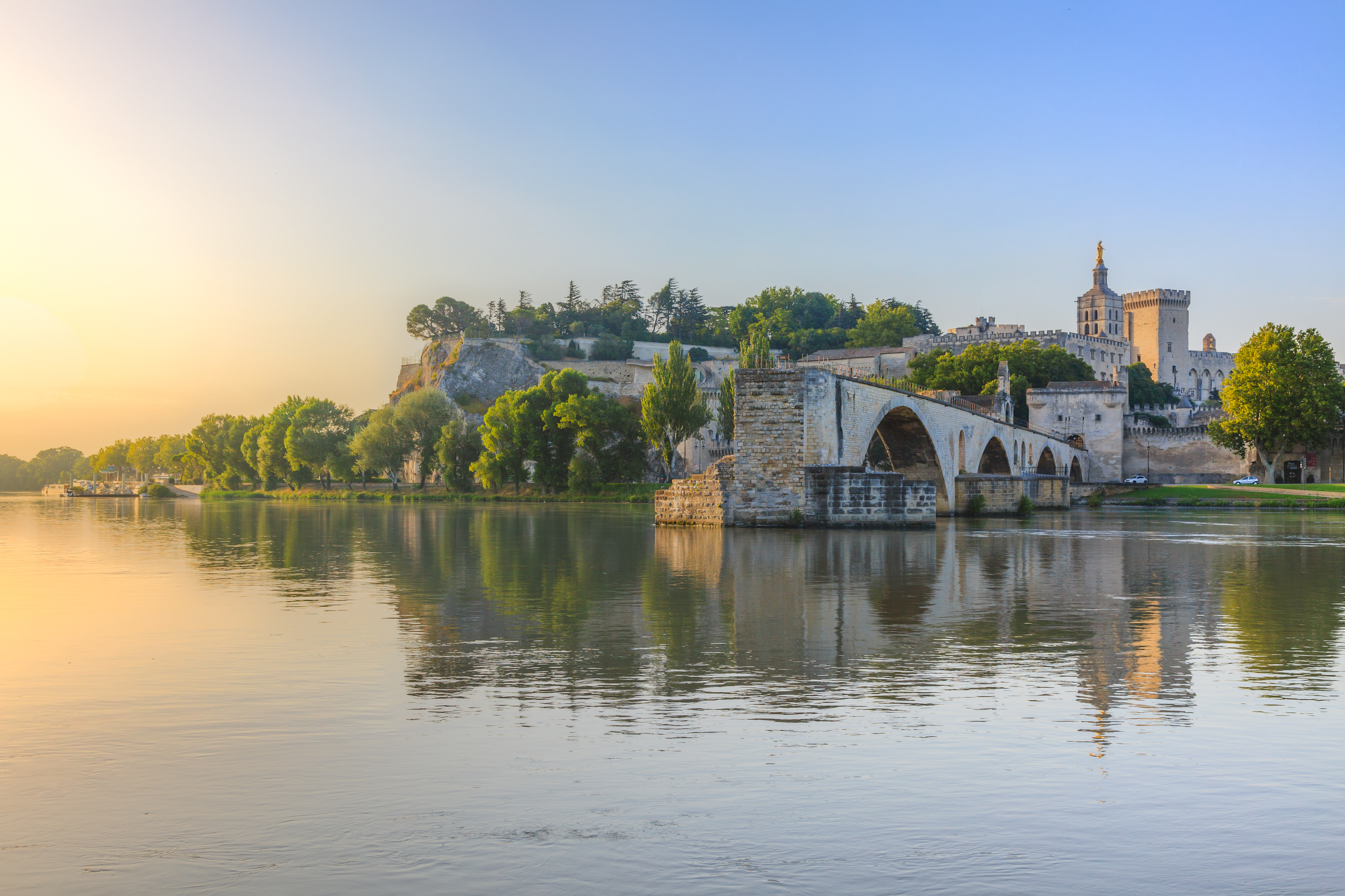
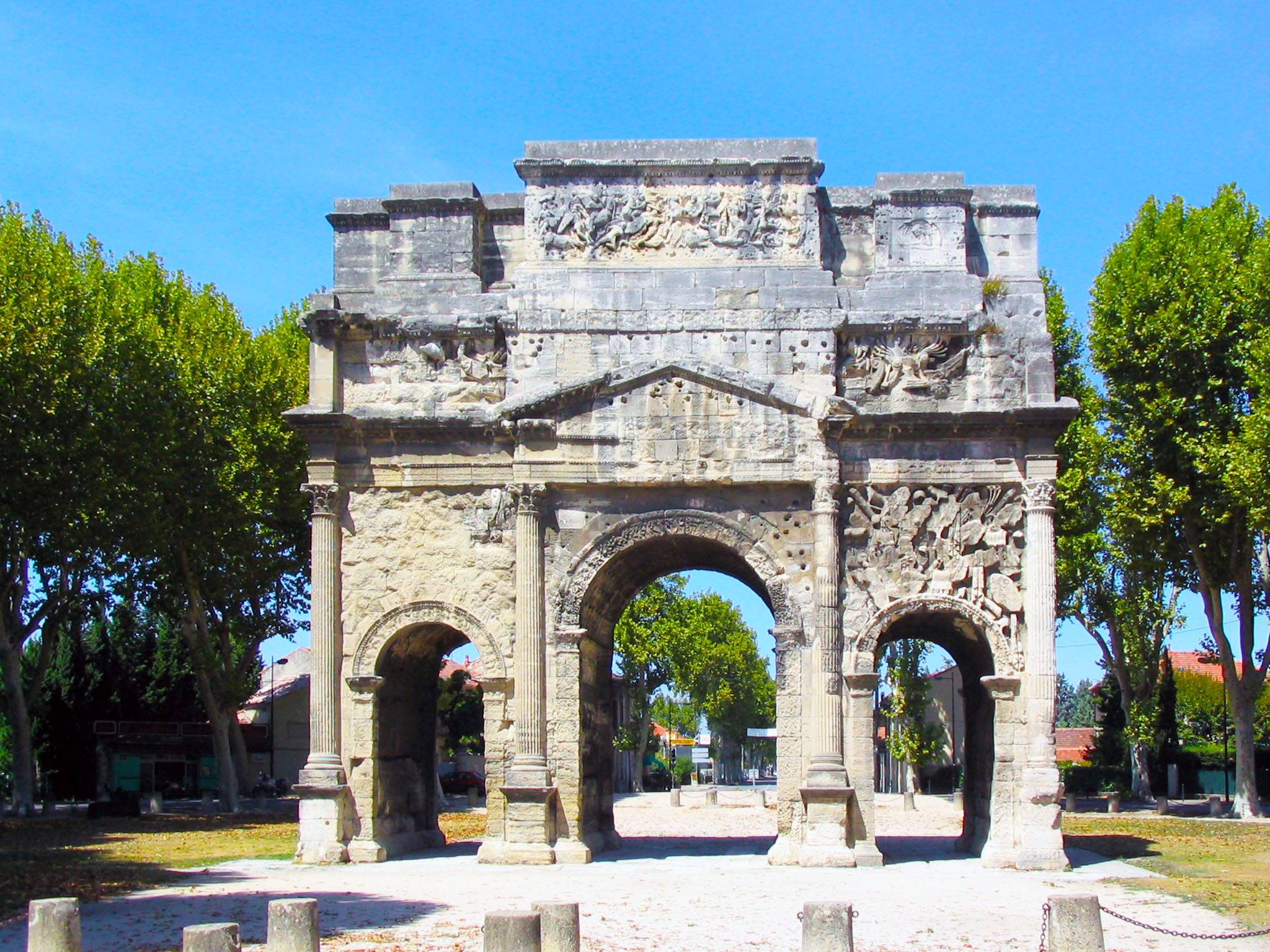
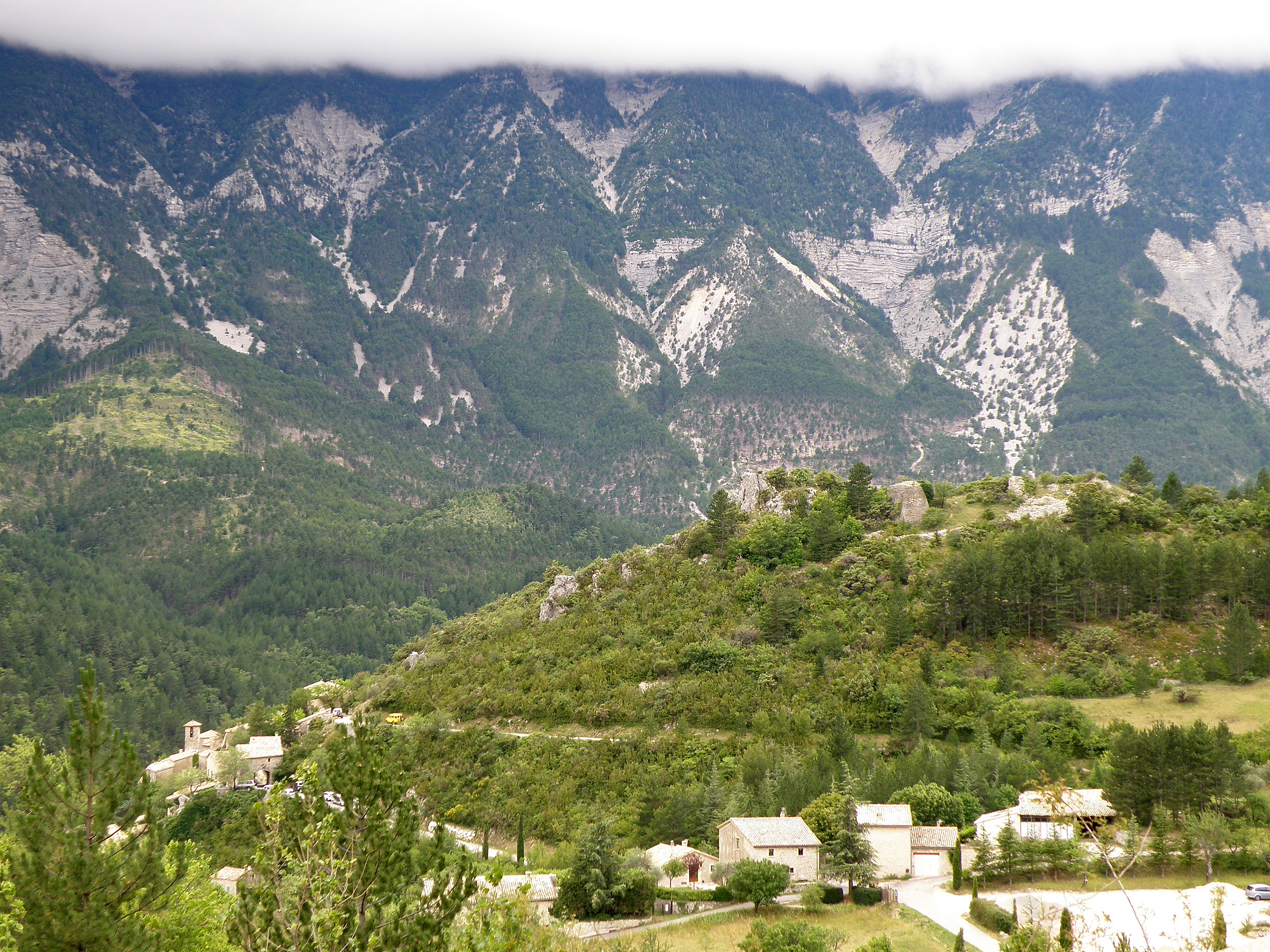
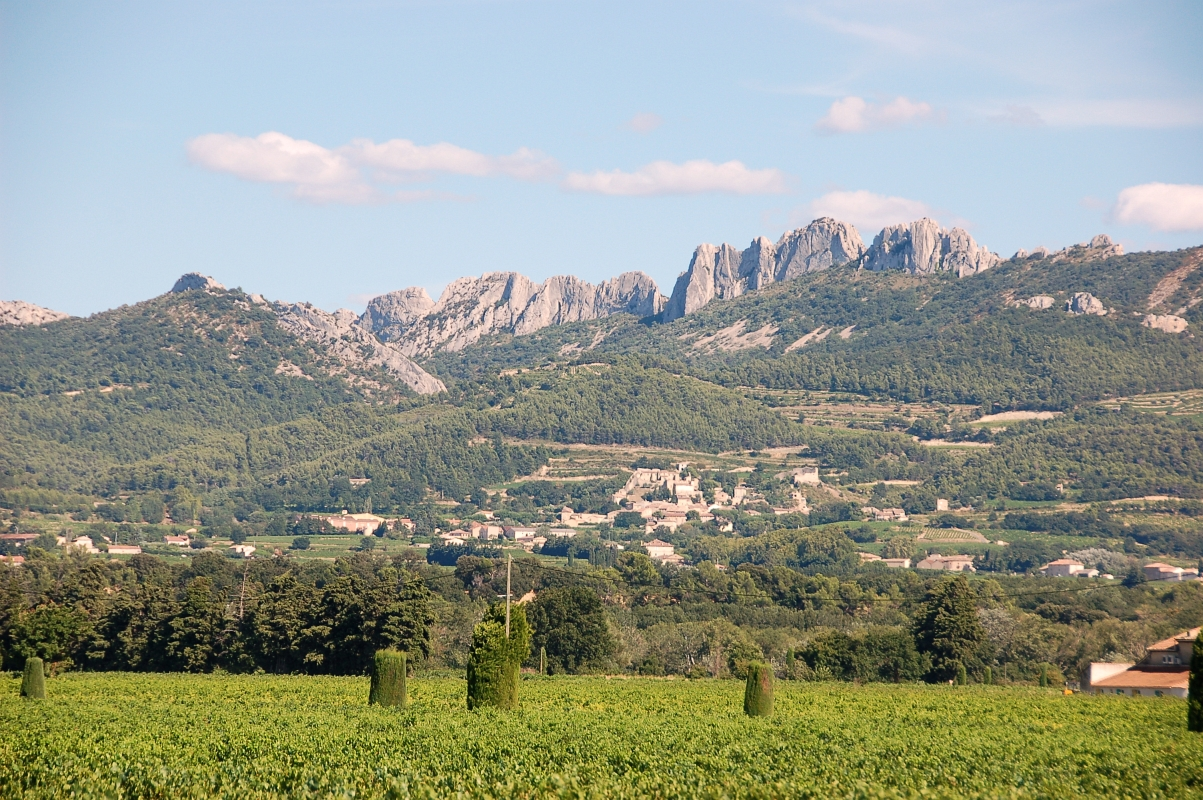

## أعلام
- غستاف دوكا
- إليز تايلور